# Территориальное деление Симферополя
| Районы города Симферополя и подчинённые ему населённые пункты |
| --- |
| Железнодорожный район Киевский район Центральный район Подчинённые городу населённые пункты Аэро- флотский Грэсовский Комсомольское Битумное Аграрное Симферопольское водохранилище |

Город Симферополь, столица Республики Крым (АР Крым), территориально разделён на 3 внутригородских района.
В рамках административно-территориального устройства Республики Крым РФ, Симферополь является городом республиканского значения с подчинёнными им территориями 5 населённых пунктов; в рамках муниципального устройства он образует муниципальное образование городской округ Симферополь, в состав которого входят 6 населённых пунктов (1 город и 5 сельских населённых пунктов: 4 пгт и 1 посёлок).
Районы Симферополя не имеют статуса муниципальных образований и самостоятельных административно-территориальных единиц Республики Крым, но продолжают выделяться территориально.
В рамках административно-территориального деления Автономной Республики Крым Украины, город также делился на 3 района и до 2014—2015 годов он образовывал Симферопольский горсовет, которому подчинялись 5 населённых пунктов, 4 из которых формировали Грэсовский поселковый совет, подчинявшийся Железнодорожному райсовету (пгт Грэсовский, пгт Аэрофлотский, пгт Комсомольское, п. Битумное), а 1 населённый пункт подчинялся Киевскому райсовету (пгт Аграрное).

## Районы
| Район              | Площадь, км² | Население, чел. |
| ------------------ | ------------ | --------------- |
| Железнодорожный    |              | ↘80 939         |
| Киевский           |              | ↗161 005        |
| Центральный        |              | ↘99 855         |
| Симферополь, всего |              | ↘335 009        |

## Микрорайоны и ТОС
В рамках муниципального устройства в Симферополе в рамках городского округа производится формирование территориальных общественных самоуправлений (ТОС), территория каждого ТОСа охватывает один микрорайон города и носит наименование данного микрорайона..

## Населённые пункты
Городу Симферополю подчинены 5 сельских населённых пунктов: 4 пгт и 1 посёлок, которые вместе с городом составляют муниципальное образование городской округ Симферополь.
| № | Населённый пункт | Тип нп  | Население | Год  |
| - | ---------------- | ------- | --------- | ---- |
| 1 | Симферополь      | город   | ↘335 009  | 2025 |
| 2 | Аграрное         | пгт     | ↘3467     | 2021 |
| 3 | Аэрофлотский     | пгт     | ↘1768     | 2014 |
| 4 | Битумное         | посёлок | ↗242      | 2014 |
| 5 | Грэсовский       | пгт     | ↗10 156   | 2021 |
| 6 | Комсомольское    | пгт     | ↘4195     | 2021 |

В процессе роста к городу постоянно присоединяли близлежащие сёла, ныне составляющие многие микрорайоны Симферополя.

## История
20 мая 2015 года существовавшие с советских времён Железнодорожный, Киевский и Центральный районные советы были ликвидированы.. 20 мая 2015 года также был ликвидирован Грэсовский поселковый совет, находившийся в подчинении Железнодорожного райсовета и охватывавший пгт Грэсовский, пгт Аэрофлотский, пгт Комсомольское, пос. Битумное, а упразднённому Киевскому райсовету был подчинён пгт. Аграрное.